# Oetomljonnye solntsem
Oetomljonnye solntsem (Russisch: Утомлённые солнцем) is een Russische dramafilm van Nikita Michalkov die werd uitgebracht in  1994. De regisseur nam ook de hoofdrol voor zijn rekening. De film situeert zich in de jaren 1930, tegen de achtergrond van de Grote Zuivering in de Sovjet-Unie. Het verhaal speelt zich af binnen de duur van één dag.
De film werd in Nederland uitgebracht onder de Engelse titel Burnt by the Sun en in België onder de Franse titel Soleil trompeur. Op het filmfestival van Cannes werd de film onderscheiden met de Grote Prijs. Daarnaast won hij de Oscar voor beste niet-Engelstalige film.

## Verhaal
Het is een mooie zorgeloze zomerdag in 1936. Kotov, een held van de Russische Burgeroorlog, geniet met zijn jongere vrouw Maroessia en hun dochtertje Nadia te midden van familieleden op de familiale datsja. Dan komt een oude bekende langs: Mitja, vroeger de geliefde van Maroessia en nu werkzaam bij de NKVD. Hij heeft opdracht gekregen Kotov mee te brengen.

## Rolverdeling
| Acteur               | Personage                                           |
| -------------------- | --------------------------------------------------- |
| Nikita Michalkov     | Sergej Petrovitsj Kotov                             |
| Oleg Mensjikov       | Dmitri (Mitja)                                      |
| Ingeborga Dapkūnaitė | Maroessia, de jonge vrouw van Kotov                 |
| Nadezjda Michalkova  | Nadja Kotova, het dochtertje van Kotov en Maroessia |
| André Oumansky       | Philippe, de bediende van Mitja                     |
| Vjatsjeslav Tichonov | Vsevolod                                            |
| Vladimir Ilin        | Kirik                                               |

## Vervolg
Michalkov bracht in 2010-2011 een vervolg in twee delen uit, dat ondanks het grote budget en de steun van het Kremlin, niet werd gesmaakt door de kritiek noch het publiek. Dit vervolg was bovendien verwarrend omdat sommige personages die na afloop van de oorspronkelijke film sterven, in het vervolg opnieuw tot leven zijn gewekt.